# 岡雅彦
岡 雅彦（おか まさひこ、1940年7月5日 - ）は、日本の国文学者。国文学研究資料館名誉教授。

## 来歴
北海道出身。1963年北海道学芸大学教育学部卒、1965年北海道大学大学院修士課程修了、1966年北海道大学文学部助手、1968年フェリス女学院大学文学部専任講師、1973年国文学研究資料館助教授、90年教授、副館長、2002年定年退官、名誉教授、國學院大學教授。2011年退職。
　

## 著書
- 『一休ばなし とんち小僧の来歴』平凡社 セミナー「原典を読む」 1995

### 共編・校訂
- 『噺本大系』全8巻 武藤禎夫共編 東京堂出版 1975-76
- 『伝承文学資料集成 第14輯 近世咄本集』編著 三弥井書店 1988
- 『叢書江戸文庫 滑稽本集 1』校訂 国書刊行会 1990
- 『三井文庫旧蔵江戸版本書目 カリフォルニア大学バークレー校所蔵』石松久幸/戸沢幾子/児玉史子共編 ゆまに書房 書誌書目シリーズ 1990
- 『法花経利益物語』編 古典文庫 1993
- 『ハーバード燕京図書館和書目録』青木利行共編 ゆまに書房 書誌書目シリーズ 1994
- 『新編日本古典文学全集 64 仮名草子集』谷脇理史,井上和人共校注・訳 小学館 1999
- 喜多村信節『嬉遊笑覧』全5冊 長谷川強,江本裕,渡辺守邦,花田富二夫,石川了共校訂 岩波文庫　2002-09
- 『江戸時代初期出版年表 天正19年～明暦4年』市古夏生,大橋正叔,岡本勝,落合博志,雲英末雄,鈴木俊幸,堀川貴司,柳沢昌紀,和田恭幸共編 勉誠出版 2011